# Romano Fogli
Romano Fogli (Santa Maria a Monte, 21 gennaio 1938 – Santa Maria a Monte, 21 settembre 2021) è stato un calciatore e allenatore di calcio italiano, di ruolo centrocampista.
È principalmente ricordato per essere stato un giocatore di lungo corso in Serie A e (nell'ultima fase di carriera) in Serie B: ha vestito le maglie di Torino, con cui ha debuttato nel calcio professionistico, Bologna, con cui ha giocato per dieci anni e ha vinto una Coppa Mitropa nel 1962 e un campionato nel 1964, Milan, che ha aiutato a vincere una Coppa dei Campioni e una Coppa Intercontinentale nel 1969, e Catania, sua ultima squadra prima del ritiro.
Ha poi intrapreso una lunga carriera da allenatore, che l'ha portato, per esempio, a lavorare di nuovo per il Bologna (come allenatore in seconda fra il 1977 e il 1979 e come tecnico nel 1993), a vincere un titolo di Serie C1 con la Reggiana nel 1981 e ad essere il vice di Giovanni Trapattoni alla Fiorentina fra il 1998 e il 2000. Infine, ha lavorato come osservatore sia per la Nazionale maggiore italiana, durante il periodo di Trapattoni, sia per l'Under-21, allora guidata da Claudio Gentile.

## Biografia
Nel settembre del 2015, il giornalista Giuliano Musi ne ha pubblicato una biografia, intitolata Romano Fogli. Classe e lealtà mondiali, realizzata con la collaborazione dello stesso ex-calciatore. Il libro, edito dalla casa editrice bolognese Minerva nell'ambito di una collana dedicata ai maggiori simboli della squadra di calcio felsinea, è stato presentato per la prima volta a Santa Maria a Monte, paese natale di Fogli.
È morto il 21 settembre del 2021 a 83 anni, sempre nel suo comune natale, nel quale aveva fatto ritorno in seguito al ritiro dal mondo del calcio.

## Caratteristiche tecniche
Nato e affermatosi come mediano, nel corso della sua carriera le sue doti tecniche, che compensavano un fisico abbastanza esile, gli hanno consentito di diventare un centrocampista completo, capace di coprire tutto il campo lungo la partita, tanto che gli venne attribuito il soprannome di "zanzara".
Oltre alle doti naturali di personalità e correttezza, Fogli contava fra le sue qualità principali la resistenza, l'agilità, l'abilità nei contrasti, l'intelligenza tattica e una notevole eleganza sia nei movimenti, sia nel tocco di palla.

## Carriera

### Giocatore

#### Club

##### Gli inizi a Torino
Dopo aver iniziato a giocare nella squadra del suo paese, Fogli ottenne presto l'opportunità di sostenere dei provini per alcune squadre del massimo livello nazionale, fra cui il Genoa, il Napoli e il Torino; mentre nei primi due casi non venne selezionato, in quanto venne ritenuto troppo gracile fisicamente, nel terzo riuscì a convincere l'allora responsabile del settore giovanile del Toro, Oberdan Ussello, entrando così a far parte del vivaio granata.
Fogli esordì in prima squadra il 27 maggio del 1956, a diciotto anni, giocando dal primo minuto la partita vinta per 2-1 contro la Sampdoria; venne poi confermato anche per la successiva (e ultima) partita di campionato, un altro successo per 2-1 contro il Novara. Si impose come titolare nella seconda parte della stagione seguente, attirando in poco tempo l'attenzione del Bologna, che lo ingaggiò nell'estate del 1957, ma lo lasciò in prestito al Torino per un'ulteriore annata.
Nella stagione 1957-1958 Fogli diventò così definitivamente un punto fisso della squadra granata, disputando tutte le partite di campionato e segnando anche la sua prima rete, con cui chiuse le marcature nel largo successo per 6-2 sull'Udinese il 20 ottobre del 1957.

##### Il lungo periodo a Bologna e la vittoria dello Scudetto
Nell'estate del 1958 Fogli divenne un giocatore del Bologna a tutti gli effetti. Promosso immediatamente titolare dal suo primo allenatore in rossoblù, Alfredo Foni, e tenuto in altrettanta considerazione dal successore Federico Allasio, il centrocampista venne però ulteriormente valorizzato da Fulvio Bernardini, approdato sulla panchina felsinea nel 1961. Sotto la sua guida, Fogli formò stabilmente un'affiatata coppia di centrocampo con il regista (e capitano della squadra) Giacomo Bulgarelli, trasformandosi così in uno degli uomini chiave di un Bologna in rapida ascesa, capace di vincere una Coppa Mitropa nel 1962 e collezionare due quarti posti di fila in campionato.

La formazione del Bologna uscito vittorioso dall'incontro di spareggio per il titolo con l'Inter del 7 giugno 1964: Fogli è il secondo in piedi da sinistra

La svolta decisiva arrivò nella stagione 1963-1964, in cui il Bologna diede vita ad un testa a testa prima con il Milan e poi con l'Inter lungo tutto il campionato. Tuttavia, nel marzo del 1964 lo stesso Fogli rimase coinvolto, insieme ad altri quattro compagni di squadra (Pavinato, Tumburus, Perani e Pascutti), in un sospetto caso di doping che inizialmente causò la squalifica di Bernardini e una penalizzazione di tre punti in classifica, prima che la sentenza venisse completamente annullata dalla Corte d'appello federale a maggio dello stesso anno, in seguito ad ulteriori controlli che scagionarono tutti gli imputati. Anche in seguito a questo fatto, al termine del campionato il Bologna si ritrovò primo a pari merito con l'Inter: pertanto, per la prima (e finora unica) volta nella storia della Serie A, fu necessaria un'ulteriore partita di spareggio per decretare i nuovi campioni d'Italia. L'incontro si giocò a Roma il 7 giugno 1964; nell'occasione Fogli propiziò con una conclusione in proprio l'autorete di Giacinto Facchetti, prima che un gol del danese Harald Nielsen permettesse agli emiliani di fissare il risultato sul 2-0 e vincere il loro settimo Scudetto, a 23 anni dall'ultima volta.
Anche negli anni successivi Fogli continuò ad essere una presenza fissa della formazione rossoblù che, nonostante i frequenti cambi di allenatore (a Bernardini, esonerato nell'estate del 1965, si alternarono ben quattro diversi allenatori in altrettanti anni), riuscì a piazzarsi sempre nelle prime sei posizioni in campionato. In particolare, durante il periodo di Luis Carniglia (1965-1967) sulla panchina emiliana, Fogli partecipò con il Bologna a due edizioni di seguito della Coppa delle Fiere, a cui i felsinei si erano qualificati grazie, rispettivamente, ad un secondo posto e un terzo posto in Serie A. Il centrocampista lasciò i rossoblù solo alla fine della stagione 1967-1968, dopo ben dieci anni e un totale di 325 partite e 13 reti, contando campionati e coppe.

##### L'approdo al Milan e i nuovi successi internazionali
Nell'estate del 1968 Fogli passò dunque al Milan, andando ad arricchire ulteriormente un centrocampo che, oltre alla stella di Gianni Rivera, includeva già i "gregari di lusso" Lodetti e Trapattoni. Nel biennio in rossonero Fogli venne impiegato principalmente da rincalzo, ma giocò comunque con regolarità e, soprattutto, fu protagonista di alcuni dei momenti clou di quel periodo.
Il 3 novembre 1968, poco dopo essere entrato dalla panchina al posto di Carlo Petrini, segnò il gol della vittoria nel derby contro l'Inter. Il 23 aprile 1969, nella semifinale di andata di Coppa dei Campioni contro il Manchester United, subentrò all'infortunato Rivera e servì ad Angelo Sormani e Kurt Hamrin i due gol del successo, che poi si rivelarono indispensabili al Milan per raggiungere la finale e laurearsi Campioni d'Europa a spese dell'Ajax. Infine, giocò da titolare entrambe le partite della Coppa Intercontinentale del 1969, che vide il Milan prevalere sugli argentini dell'Estudiantes (LP) nonostante una gara di ritorno particolarmente violenta.

##### La conclusione a Catania e il ritiro
Con l'assottigliarsi delle opportunità al Milan, dovuto anche all'arrivo di Benetti e Biasiolo in rossonero, nell'estate del 1970 Fogli passò al Catania (allora neo-promosso in Serie A), dove assunse in pianta stabile il ruolo di regista, oltre che di leader della squadra. Dopo aver seguito gli etnei in B dopo la loro immediata retrocessione, il centrocampista mantenne un posto nella formazione titolare per altri tre anni, anche se il club subì gli effetti di un'altra retrocessione, stavolta in Serie C, dopo una fallimentare stagione 1973-1974. Al termine dello stesso campionato, Fogli decise di chiudere la propria carriera da calciatore, all'età di 36 anni.

#### Nazionale

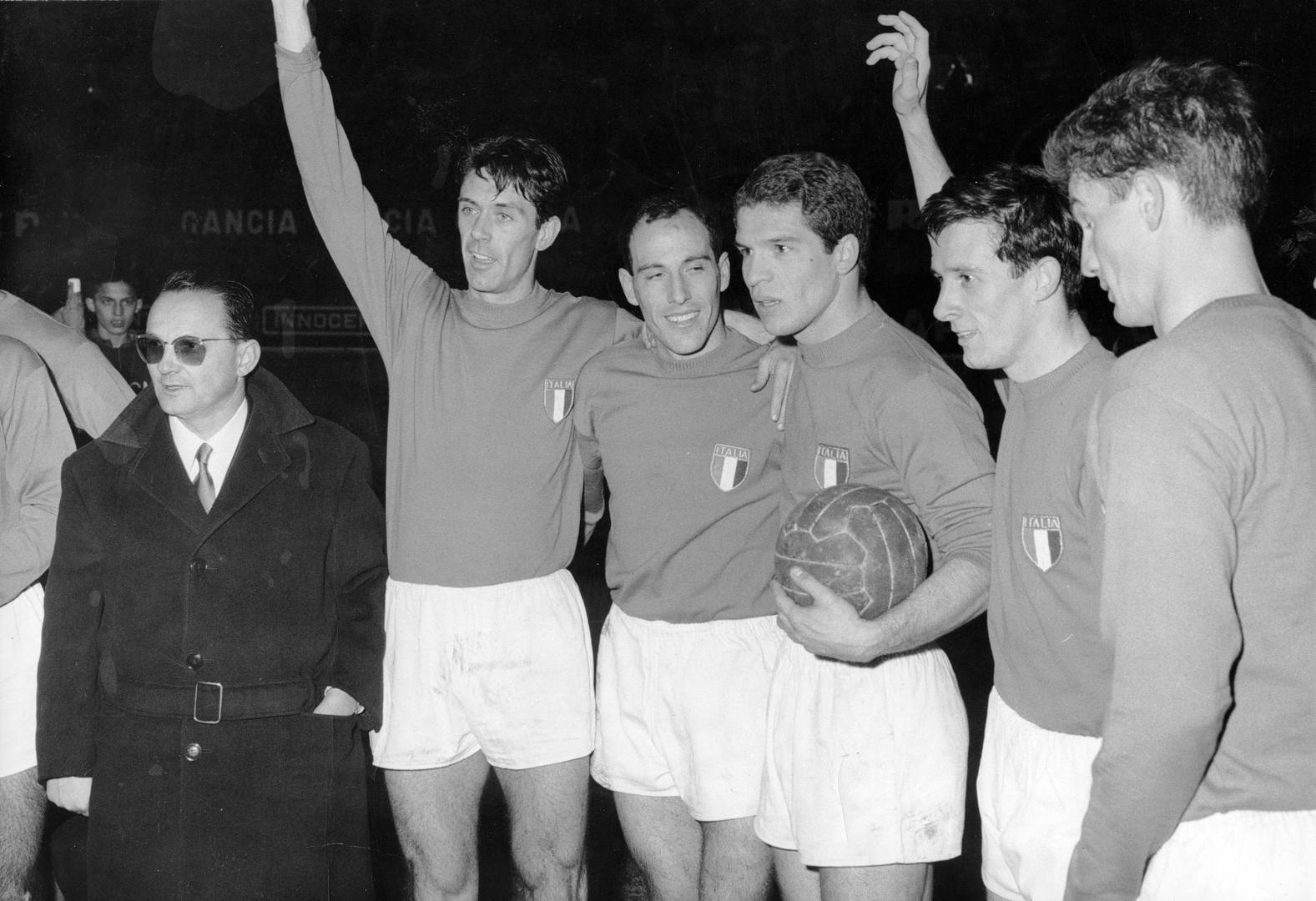
Fogli (secondo da destra) in Nazionale, poco prima della partita contro la Turchia (6-0) del 2 dicembre 1962

Fogli debuttò in nazionale maggiore il 13 dicembre del 1958, a vent'anni, schierato titolare dal c.t. Pino Mocchetti nella partita di Coppa Internazionale contro la Cecoslovacchia, terminata con un pareggio per 1-1;8 fra l'altro, l'esito dell'incontro sancì la conclusione del primo anno senza alcuna vittoria per gli Azzurri.
Ripescato in un'unica occasione (e schierato fuori ruolo) da Giovanni Ferrari nel 1961, il centrocampista conobbe il suo periodo di maggior fortuna in Nazionale sotto Edmondo Fabbri, che lo impiegò con particolare frequenza dal 1964 al 1966, nell'ambito di un parziale "blocco" bolognese che comprendeva, fra gli altri, anche il portiere Negri, il regista Bulgarelli, l'ala Perani e il centravanti Pascutti. Venne così incluso nella lista dei convocati per i Mondiali in Inghilterra, dove però giocò solo l'ultima partita, una clamorosa sconfitta contro la Corea del Nord, rimanendo così coinvolto nella deludente eliminazione al primo turno dell'Italia.
Collezionò un'ultima presenza grazie a Ferruccio Valcareggi, che lo schierò titolare nel largo successo per 5-0 contro Cipro del 1º novembre 1967, partita valida per le qualificazioni agli Europei dell'anno seguente (vinti proprio dall'Italia). In tutto, Fogli vestì la maglia azzurra per tredici volte, senza segnare alcuna rete.

### Allenatore
Dopo il ritiro dal calcio giocato, Fogli avviò una nuova carriera da allenatore. I suoi momenti migliori sulla panchina sono legati alla Reggiana, che nel 1981 riportò in Serie B e con cui rimase fino all'esonero nel 1983. Guidò in seguito numerosi club in Serie C1, fra cui il Foggia, il Livorno, il Siena (con cui sfiorò la promozione nel 1988), il Montevarchi e il Vicenza, oltre al Treviso in Serie C2.
Nelle ultime giornate della stagione 1992-1993, invece, gli venne affidata la guida del Bologna, squadra di cui era stato una bandiera da giocatore: peraltro, il suo breve periodo alla guida dei rossoblù, in tandem con l'ex-compagno di squadra Francesco Janich (nelle vesti di direttore tecnico), non bastò a impedire la retrocessione della squadra, che nel frattempo rischiò anche il fallimento.
Fogli lavorò per gli emiliani anche come vice-allenatore, fra il 1977 e il 1979, assistendo nelle loro scelte Bruno Pesaola, l'ex-compagno Marino Perani e Cesarino Cervellati. È stato anche secondo di Giovanni Trapattoni alla Fiorentina fra il 1998 e il 2000.
Ha anche rivestito un ruolo da osservatore per la Nazionale maggiore italiana (lavorando sempre per Trapattoni) e per l'Under-21, nel periodo in cui la formazione era guidata da Claudio Gentile.

## Statistiche

### Presenze e reti nei club
| Stagione        | Squadra         | Campionato      | Campionato | Campionato |
| Stagione        | Squadra         | Comp            | Pres       | Reti       |
| --------------- | --------------- | --------------- | ---------- | ---------- |
| 1955-1956       | Torino          | A               | 2          | 0          |
| 1956-1957       | Torino          | A               | 16         | 0          |
| 1957-1958       | Torino          | A               | 31         | 1          |
| Totale Torino   | Totale Torino   | Totale Torino   | 49         | 1          |
| 1958-1959       | Bologna         | A               | 30         | 1          |
| 1959-1960       | Bologna         | A               | 29         | 0          |
| 1960-1961       | Bologna         | A               | 27         | 0          |
| 1961-1962       | Bologna         | A               | 30         | 0          |
| 1962-1963       | Bologna         | A               | 27         | 0          |
| 1963-1964       | Bologna         | A               | 33         | 1          |
| 1964-1965       | Bologna         | A               | 30         | 0          |
| 1965-1966       | Bologna         | A               | 27         | 1          |
| 1966-1967       | Bologna         | A               | 27         | 2          |
| 1967-1968       | Bologna         | A               | 25         | 1          |
| Totale Bologna  | Totale Bologna  | Totale Bologna  | 285        | 6          |
| 1968-1969       | Milan           | A               | 23         | 3          |
| 1969-1970       | Milan           | A               | 20         | 2          |
| Totale Milan    | Totale Milan    | Totale Milan    | 43         | 5          |
| 1970-1971       | Catania         | A               | 26         | 1          |
| 1971-1972       | Catania         | B               | 30         | 2          |
| 1972-1973       | Catania         | B               | 34         | 0          |
| 1973-1974       | Catania         | B               | 23         | 0          |
| Totale Catania  | Totale Catania  | Totale Catania  | 113        | 3          |
| Totale carriera | Totale carriera | Totale carriera | 441        | 15         |

### Cronologia presenze e reti in nazionale
| Cronologia completa delle presenze e delle reti in nazionale ― Italia | Cronologia completa delle presenze e delle reti in nazionale ― Italia | Cronologia completa delle presenze e delle reti in nazionale ― Italia | Cronologia completa delle presenze e delle reti in nazionale ― Italia | Cronologia completa delle presenze e delle reti in nazionale ― Italia | Cronologia completa delle presenze e delle reti in nazionale ― Italia | Cronologia completa delle presenze e delle reti in nazionale ― Italia | Cronologia completa delle presenze e delle reti in nazionale ― Italia |
| Data                                                                  | Città                                                                 | In casa                                                               | Risultato                                                             | Ospiti                                                                | Competizione                                                          | Reti                                                                  | Note                                                                  |
| --------------------------------------------------------------------- | --------------------------------------------------------------------- | --------------------------------------------------------------------- | --------------------------------------------------------------------- | --------------------------------------------------------------------- | --------------------------------------------------------------------- | --------------------------------------------------------------------- | --------------------------------------------------------------------- |
| 13-12-1958                                                            | Genova                                                                | Italia                                                                | 1 – 1                                                                 | Cecoslovacchia                                                        | Coppa Internazionale                                                  | -                                                                     |                                                                       |
| 25-4-1961                                                             | Bologna                                                               | Italia                                                                | 3 – 2                                                                 | Irlanda del Nord                                                      | Amichevole                                                            | -                                                                     |                                                                       |
| 2-12-1962                                                             | Bologna                                                               | Italia                                                                | 6 – 0                                                                 | Turchia                                                               | Qual. Euro 1964                                                       | -                                                                     |                                                                       |
| 11-4-1964                                                             | Firenze                                                               | Italia                                                                | 0 – 0                                                                 | Cecoslovacchia                                                        | Amichevole                                                            | -                                                                     |                                                                       |
| 10-5-1964                                                             | Losanna                                                               | Svizzera                                                              | 1 – 3                                                                 | Italia                                                                | Amichevole                                                            | -                                                                     |                                                                       |
| 5-12-1964                                                             | Bologna                                                               | Italia                                                                | 3 – 1                                                                 | Danimarca                                                             | Amichevole                                                            | -                                                                     | 46’                                                                   |
| 1-5-1965                                                              | Firenze                                                               | Italia                                                                | 4 – 1                                                                 | Galles                                                                | Amichevole                                                            | -                                                                     |                                                                       |
| 16-6-1965                                                             | Malmö                                                                 | Svezia                                                                | 2 – 2                                                                 | Italia                                                                | Amichevole                                                            | -                                                                     |                                                                       |
| 23-6-1965                                                             | Helsinki                                                              | Finlandia                                                             | 0 – 2                                                                 | Italia                                                                | Qual. Mondiali 1966                                                   | -                                                                     |                                                                       |
| 27-6-1965                                                             | Budapest                                                              | Ungheria                                                              | 2 – 1                                                                 | Italia                                                                | Amichevole                                                            | -                                                                     |                                                                       |
| 14-6-1966                                                             | Bologna                                                               | Italia                                                                | 6 – 1                                                                 | Bulgaria                                                              | Amichevole                                                            | -                                                                     |                                                                       |
| 19-7-1966                                                             | Middlesbrough                                                         | Corea del Nord                                                        | 1 – 0                                                                 | Italia                                                                | Mondiali 1966 - 1º turno                                              | -                                                                     |                                                                       |
| 1-11-1967                                                             | Cosenza                                                               | Italia                                                                | 5 – 0                                                                 | Cipro                                                                 | Qual. Euro 1968                                                       | -                                                                     |                                                                       |
| Totale                                                                |                                                                       | Presenze                                                              | 13                                                                    |                                                                       | Reti                                                                  | 0                                                                     |                                                                       |

## Palmarès

### Giocatore

#### Club

##### Competizioni nazionali
- Campionato italiano: 1

Bologna: 1963-1964

##### Competizioni internazionali
- Coppa Mitropa: 1

Bologna: 1961-1962
- Coppa dei Campioni: 1

Milan: 1968-1969
- Coppa Intercontinentale: 1

Milan: 1969

#### Individuale
- Inserito nella Hall of Fame del calcio italiano nella categoria Riconoscimenti alla memoria

2021

### Allenatore

#### Competizioni nazionali
- Campionato italiano Serie C1: 1

Reggiana: 1980-1981 (girone A)